# Perla (serie de televisión)
Perla, tan real como tú fue un reality show chileno emitido por Canal 13 que muestra la vida de una joven gitana llamada Perla Ilich y su entorno familiar y social. Fue estrenado el 23 de octubre de 2011 a continuación de la serie Los 80. Su primer episodio promedió 25,1 puntos de rating.
Dash & Cangri: El precio de la fama, una serie derivada de Perla, fue emitida por el mismo canal desde el 15 de octubre de 2012 hasta el 20 de febrero de 2013. Teniendo como protagonistas a los amigos de Perla: Sebastián Leiva y Maickol González.
El 22 de enero de 2017 se estrena la secuela del programa llamado "Los Perlas", sin embargo esta nueva temporada no tendría el mismo éxito que su primera temporada por los bajos niveles de rating, siendo emitida en el horario del trasnoche.

## Trama
El programa muestra la vida de diferentes jóvenes provenientes de realidades totalmente distintas que comparten vivencias y experiencias. La historia principal está centrada en cómo una gitana y sus leyes familiares se ven un tanto complicadas al conocer a un grupo de chilenos, todos de clases sociales distintas, que forman una fuerte amistad con el tiempo.

## Reparto

### Protagonistas
| Nombre ("Alias")             | Edad | Etnia   | Vive en         | Descripción |
| ---------------------------- | ---- | ------- | --------------- | --- |
| Perla Ilich Nicolich         | 18   | Gitana  | Macul,Santiago  | Es una alegre chica gitana, es la protagonista de la serie. Tiene conflictos con Cony por el cariño de Cristóbal. Perla no puede enamorarse de un chileno, eso va en contra las leyes gitanas. Presionada por su madre, está en busca del amor gitano y hará todo para conseguirlo. Además tendrá problemas con su madre, a quien no le gusta la idea de grabar la serie con chicos chilenos. La noticia de su embarazo la confirmó durante la emisión del último capítulo de la serie. El 20 de septiembre de 2012 dio a luz a Michelle, hija del gitano Juan Carlos «Nino» Morales. El proceso de parto fue grabado por Canal 13 y será exhibido en la segunda temporada de Perla. |
| Maickol "Dash" González      | 19   | Chileno | Maipú, Santiago | Maickol es un joven de clase media baja, que vive con su esforzada familia. Tiene conflictos con sus padres, a quienes no les gusta su manera de hablar y vestir. Maickol, más conocido como Dash, es flaite o fashion, una moda que en Chile no es muy bien vista. Dash se siente atraído por Cony, una chica de otra clase social, y hará todo lo posible para estar con ella. |
| Sebastián "Cangri" Leiva (†) | 19   | Chileno | Maipú, Santiago | Cangri es un chico de clase media baja, mejor amigo de Dash. Ambos son flaites o fashion. Sebastián ha tenido muchos problemas anteriormente, pero ha salido adelante. Sebastián murió en territorio boliviano en 2019, producto de intoxicación y hipotermia. |
| Constanza "Cony" Molina      | 15   | Chilena | Ñuñoa, Santiago | Cony es una chica de clase media alta, al principio tiene problemas con la protagonista Perla por el cariño de Cristóbal, ya que estaba enamorada de él. Luego se siente atraída por Dash, un flaite que luego cambia por ella y se vuelve un poco más light, de otra clase social. Además es cantante. |
| Cristóbal Romero             | 17   | Chileno | Ñuñoa, Santiago | Cristóbal es un chico tranquilo y adicto a los videojuegos, al baile y a la computación. Al principio se siente atraído por Cony. Luego se ilusiona con Coté, situación que termina rompiendo su corazón. Tiene poca confianza con sus padres ya que ellos no pasan el mayor parte del tiempo en la casa. Desde que terminó la primera temporada de Perla anima el bloque infantil Cubox de Canal 13. |

### Antiguos miembros del elenco
| Nombre ("Alias")              | Edad | Etnia   | Vive en                  | Descripción |
| ----------------------------- | ---- | ------- | ------------------------ | --- |
| Isaac "Nine" Pantich          | 20   | Gitano  | Viña del Mar, Valparaíso | Nine es primo y exnovio de Perla. A Nine le encantan los automóviles y trabaja en ellos. |
| Belén Villegas                | 19   | Chilena | La Reina, Santiago       | Belén tiene un pasado complicado. Era una chica rebelde, pero ahora está cambiando su forma de ser. Su madre la cuida mucho después de todo lo que ha pasado con ella, es por esto que no tiene mucha confianza con su madre, lo cual la lleva a tener muchos problemas en su hogar.                                                                                       |
| Nicolás Yunge                 | 18   | Chileno | Las Condes, Santiago     | Es un chico de 18 años de clase alta que no está en su mejor momento emocional. Tiene muchos problemas con su madre, a quien no soporta. Además fue víctima de bullying en su colegio, por ende, ahora más grande explota todo su odio en su hogar. Es estilista y le encanta pasar el tiempo con sus amigos y amigas. Gracias a la serie logró revelar su homosexualidad. |
| Fate Arestich                 | 18   | Gitana  | La Florida, Santiago     | Es una chica gitana tímida y muy apegada a sus tradiciones que estuvo enamorada de Nine. Sus padres no aceptaron su matrimonio, ya que Nine es mujeriego. Es ahí donde comienzan los diferentes tipos de conflictos que llevaron a ponerle fin a su relación. |
| Fernanda Leiva Matus          |      | Chilena | La Reina, Santiago       | Es una adolescente que está esperando a su primer hijo. Se fue de la casa por problemas con sus padres y se encuentra a Cony, quien la acoge en su hogar durante unos días. Después se irá a vivir con su novio para comunicarles a sus padres que serán abuelos. |
| Ginna Joanovich               |      | Gitana  | Las Condes, Santiago     | Ginna, es la prima revoltosa de Perla y Lola. Ha tenido muchos problemas, se acompleja por su físico, por eso acude a una clínica para someter a su cuerpo a una cirugía para aumentar su busto. |
| Yaritza "Yari" Núñez Saavedra |      | Chilena | Cerro Navia, Santiago    | Es una chica de clase baja. Es amiga de Dash y Cangri, la única mujer que ellos pueden confiar y le dan su lealtad. Su padre es alcohólico y drogadicto, hecho que la deprime enormemente. Pero ella siempre confía que su padre va a cambiar |
| Lola Zúñiga Arestich          | 15   | Gitana  | La Florida, Santiago     | Es la prima de Perla. Ella es una chica tranquila y la mano derecha de Perla. |
| María José Henríquez          | 20   | Chilena | San Joaquin, Santiago    | A la moda y con actitud delicada, Coté se integra al reality más tarde que los demás. Comienza un juego de coqueteos con Cristóbal, ilusionándolo, pero esto culmina. Se gana el rechazo de Nicolás y parte del público debido a que la juzgan de tener actitud cínica y recriminan sus coqueteos con Dash.                                                                |

## Discografía
El 23 de diciembre de 2011 se puso a la venta el disco de la serie llamado Mi gitano corazón, disponible para descarga digital en Internet. El 9 de febrero de 2012 se lanzó en formato CD con un evento en la Plaza de Maipú que fue transmitido por el matinal Bienvenidos.
| N.º   | Título                                                | Duración |  |
| 1.    | «Mi gitano corazón» (intérprete: Perla Ilich)         | 3:05     |  |
| 2.    | «Miles de horas» (intérprete: LOFT)                   | 4:14     |  |
| 3.    | «En tu vida» (intérprete: Cony)                       | 3:50     |  |
| 4.    | «No permitiré» (intérprete: Cony)                     | 3:56     |  |
| 5.    | «Imagina» (intérprete: Cristóbal)                     | 2:48     |  |
| 6.    | «El beso de una gitana» (intérprete: Rodrigo Stambuk) | 2:20     |  |
| 7.    | «La amistad ya se acabó» (intérprete: Cristóbal)      | 3:44     |  |
| 8.    | «Búscame» (intérprete: Belén)                         | 3:00     |  |
| 9.    | «Es mentira» (intérprete: Cony y Belén)               | 3:33     |  |
| 10.   | «Partir de cero» (intérprete: Cony)                   | 2:12     |  |
| 11.   | «Luna» (intérprete: Cristóbal)                        | 3:34     |  |
| 12.   | «En silencio» (intérprete: Cristóbal)                 | 3:42     |  |
| 13.   | «Gangsta la calle» (intérpretes: Seba y Dash)         | 3:33     |  |
| 14.   | «Esta soledad» (intérprete: Nicolás)                  | 2:12     |  |
| 15.   | «Quédate conmigo» (intérprete: Cony)                  | 3:03     |  |
| 48:46 |                                                       |          |  |

## Audiencia

### Estrenos
| 1  | Domingo   | 23 de octubre   | 23:38 - 00:51 | 25,0 | 2º | 1º | [ 2 ]  |
| 2  | Domingo   | 30 de octubre   | 23:44 - 00:57 | 17,7 | 2º | 1º | [ 9 ]  |
| 3  | Domingo   | 6 de noviembre  | 23:44 - 00:59 | 25,6 | 2º | 1º | [ 10 ] |
| 4  | Lunes     | 7 de noviembre  | 23:32 - 00:47 | 18,1 | 3º | 1º | [ 11 ] |
| 5  | Domingo   | 13 de noviembre | 23:47 - 00:58 | 24,7 | 2º | 1º | [ 12 ] |
| 6  | Lunes     | 14 de noviembre | 23:30 - 00:44 | 17,1 | 4º | 2º | [ 13 ] |
| 7  | Domingo   | 20 de noviembre | 23:48 - 01:02 | 21,6 | 2º | 1º | [ 14 ] |
| 8  | Lunes     | 21 de noviembre | 23:29 - 00:43 | 19,9 | 1º | 1º | [ 15 ] |
| 9  | Domingo   | 27 de noviembre | 23:45 - 00:55 | 22,3 | 2º | 1º | [ 16 ] |
| 10 | Lunes     | 28 de noviembre | 23:27 - 00:42 | 20,9 | 1º | 1º | [ 17 ] |
| 11 | Domingo   | 4 de diciembre  | 23:48 - 01:04 | 25,3 | 2º | 1º | [ 18 ] |
| 12 | Lunes     | 5 de diciembre  | 23:31 - 00:49 | 20,0 | 1º | 1º | [ 19 ] |
| 13 | Domingo   | 11 de diciembre | 23:42 - 00:55 | 24,2 | 1º | 1º | [ 20 ] |
| 14 | Lunes     | 12 de diciembre | 23:33 - 00:47 | 19,2 | 1º | 1º | [ 21 ] |
| 15 | Domingo   | 18 de diciembre | 23:37 - 00:48 | 25,1 | 2º | 1º | [ 22 ] |
| 16 | Lunes     | 19 de diciembre | 23:27 - 00:40 | 17,1 | 1º | 1º | [ 23 ] |
| 17 | Domingo   | 25 de diciembre | 23:42 - 00:50 | 21,1 | 1º | 1º | [ 24 ] |
| 18 | Lunes     | 26 de diciembre | 23:25 - 00:41 | 19,7 | 1º | 1º | [ 25 ] |
| 19 | Domingo   | 1 de enero      | 22:37 - 23:49 | 16,8 | 2º | 2º | [ 26 ] |
| 20 | Lunes     | 2 de enero      | 23:29 - 00:29 | 19,8 | 1º | 1º | [ 27 ] |
| 21 | Martes    | 3 de enero      | 23:43 - 00:58 | 16,3 | 2º | 2º | [ 28 ] |
| 22 | Miércoles | 4 de enero      | 23:39 - 01:07 | 17,9 | 2º | 2º | [ 29 ] |
| 23 | Domingo   | 8 de enero      | 22:18 - 23:41 | 20,7 | 1º | 1º | [ 30 ] |
| 24 | Lunes     | 9 de enero      | 23:14 - 00:29 | 21,2 | 1º | 1º | [ 31 ] |
| 25 | Martes    | 10 de enero     | 23:37 - 00:56 | 19,4 | 2º | 2º | [ 32 ] |
| 26 | Miércoles | 11 de enero     | 23:39 - 00:49 | 19,4 | 2º | 2º | [ 33 ] |
| 27 | Lunes     | 16 de enero     | 22:29 - 23:25 | 17,6 | 2º | 1º | [ 34 ] |
| 28 | Martes    | 17 de enero     | 22:29 - 23:26 | 17,9 | 2º | 1º | [ 35 ] |
| 29 | Miércoles | 18 de enero     | 22:31 - 23:28 | 20,5 | 2º | 1º | [ 36 ] |
| 30 | Lunes     | 23 de enero     | 22:29 - 23:27 | 17,6 | 2º | 1º | [ 37 ] |
| 31 | Martes    | 24 de enero     | 22:31 - 23:24 | 19,5 | 2º | 1º | [ 38 ] |
| 32 | Miércoles | 25 de enero     | 22:30 - 23:23 | 19,2 | 2º | 1º | [ 39 ] |
| 33 | Lunes     | 30 de enero     | 22:26 - 23:20 | 18,0 | 2º | 1º | [ 40 ] |
| 34 | Martes    | 31 de enero     | 22:32 - 23:18 | 15,1 | 2º | 2º | [ 41 ] |
| 35 | Miércoles | 1 de febrero    | 22:30 - 23:20 | 17,5 | 2º | 1º | [ 42 ] |
| 36 | Lunes     | 6 de febrero    | 22:30 - 23:21 | 15,8 | 2º | 1º | [ 43 ] |
| 37 | Martes    | 7 de febrero    | 22:28 - 23:16 | 16,7 | 2º | 1º | [ 44 ] |
| 38 | Miércoles | 8 de febrero    | 22:27 - 23:17 | 14,1 | 2º | 1º | [ 45 ] |
| 39 | Lunes     | 13 de febrero   | 22:28 - 23:19 | 15,6 | 2º | 1º | [ 46 ] |
| 40 | Martes    | 14 de febrero   | 22:28 - 23:18 | 15,4 | 2º | 1º | [ 47 ] |
| 41 | Miércoles | 15 de febrero   | 22:29 - 23:17 | 16,3 | 2º | 1º | [ 48 ] |
| 42 | Lunes     | 20 de febrero   | 22:29 - 23:22 | 14,9 | 2º | 1º | [ 49 ] |
| 43 | Martes    | 21 de febrero   | 22:33 - 23:21 | 15,1 | 2º | 1º | [ 50 ] |
| 44 | Martes    | 28 de febrero   | 22:29 - 23:23 | 16,8 | 2º | 1º | [ 51 ] |
| 45 | Miércoles | 29 de febrero   | 22:29 - 23:38 | 16,7 | 4º | 2º | [ 52 ] |
| 46 | Lunes     | 5 de marzo      | 22:29 - 23:36 | 20,1 | 2º | 1º | [ 53 ] |
| 47 | Martes    | 6 de marzo      | 22:28 - 23:28 | 17,7 | 3º | 2º | [ 54 ] |
| 48 | Miércoles | 7 de marzo      | 22:27 - 23:43 | 20,2 | 2º | 1º | [ 55 ] |

### Repeticiones y especiales
| 1  | Sábado  | 12 de noviembre | 23:38 - 01:57 | 9,5  | 8º  | 2º  | [ 56 ] |
| 2  | Sábado  | 19 de noviembre | 23:43 - 01:49 | 10,3 | 4º  | 2º  | [ 57 ] |
| 3  | Sábado  | 26 de noviembre | 23:42 - 01:48 | 10,2 | 4º  | 3º  | [ 58 ] |
| 4  | Sábado  | 10 de diciembre | 23:42 - 01:38 | 13,6 | 1º  | 1º  | [ 59 ] |
| 5  | Sábado  | 17 de diciembre | 23:43 - 01:54 | 10,1 | 3º  | 2º  | [ 60 ] |
| 6  | Sábado  | 31 de diciembre | 01:00 - 01:59 | 6,3  | 8º  | 1º  | [ 61 ] |
| 7  | Domingo | 1 de enero      | 22:06 - 22:36 | 11,8 | 4º  | 2º  | [ 62 ] |
| 8  | Sábado  | 7 de enero      | 23:53 - 01:48 | 11,1 | 2º  | 2º  | [ 63 ] |
| 9  | Viernes | 13 de enero     | 00:36 - 01:38 | 9,9  | 7º  | 2º  | [ 64 ] |
| 10 | Sábado  | 14 de enero     | 23:52 - 01:57 | 10,1 | 4º  | 2º  | [ 65 ] |
| 11 | Viernes | 20 de enero     | 00:26 - 01:37 | 9,5  | 10º | 2º  | [ 66 ] |
| 12 | Sábado  | 21 de enero     | 22:21 - 02:36 | 10,0 | 2º  | 2º  | [ 67 ] |
| 13 | Viernes | 27 de enero     | 00:24 - 01:34 | 9,3  | 10º | 3º  | [ 68 ] |
| 14 | Sábado  | 28 de enero     | 00:12 - 02:30 | 9,5  | 3º  | 1º  | [ 69 ] |
| 15 | Viernes | 3 de febrero    | s/i           | s/i  | s/i | s/i |        |
| 16 | Sábado  | 4 de febrero    | 23:49 - 01:31 | 6,7  | 10º | 3º  | [ 70 ] |
| 17 | Viernes | 10 de febrero   | 00:22 - 01:13 | 9,9  | 7º  | 3º  | [ 71 ] |
| 18 | Sábado  | 11 de febrero   | 23:54 - 01:28 | 8,8  | 10º | 2º  | [ 72 ] |